# Oreopanax stenophyllus
Oreopanax stenophyllus  es una especie de planta con flor en la familia de las Araliaceae. 

## Hábitat
Es endémica de Perú, y tiene amenaza de pérdida de hábitat. 

## Taxonomía
Oreopanax stenophyllus fue descrito por Hermann Harms y publicado en Botanische Jahrbücher für Systematik, Pflanzengeschichte und Pflanzengeographie 42: 157. 1908
Etimología
Oreopanax: nombre genérico que deriva de las palabras griegas: oreos = "montaña" y panax = "Panax".
stenophyllus: epíteto latíno que significa "con hojas estrechas".